# Confine tra Bolivia e Perù
Il confine tra la Bolivia e il Perù descrive la linea di demarcazione tra questi due stati. Ha una lunghezza di 900 km.

## Caratteristiche
La linea di confine interessa la parte occidentale della Bolivia e quella sud-orientale del Perù. Ha un andamento generale da nord verso sud.

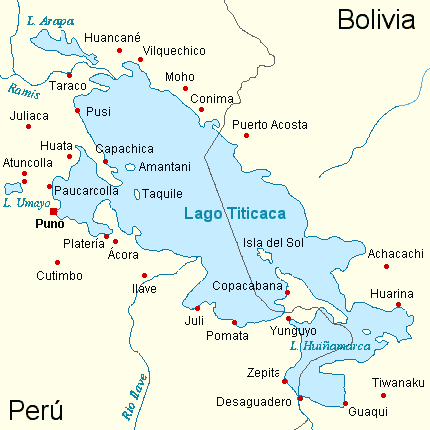
Dettaglio sulla frontiera tra i due Stati presso il lago Titicaca

Inizia alla triplice frontiera tra Bolivia, Brasile e Perù e termina alla triplice frontiera tra Bolivia, Cile e Perù.